# Kyōwa
Kyōwa (japanska: 享和?, Kyowa), 5 februari 1801–11 februari 1804) är en period i den japanska tideräkningen under kejsar Kōkaku. Shogun var Tokugawa Ienari.
Namnet är hämtat från en aforism ursprungligen ur en klassiska kinesisk essäsamling av prins Xiao Tong (501–531), ungefär "lyd ditt öde, ena folket"